# 布

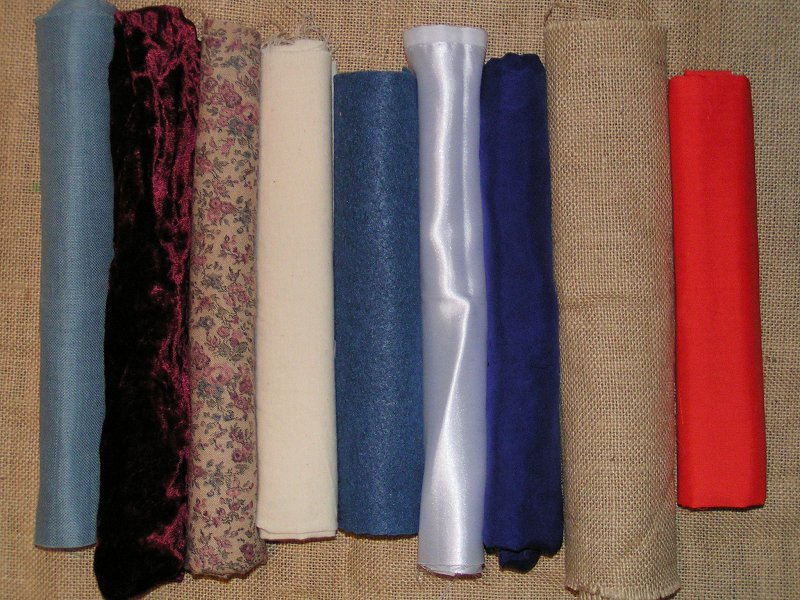
各種不同的布
從左至右為：平織棉、絲絨布、棉布、印花棉布、毛氈布、緞布、綢布、麻布、聚酯棉

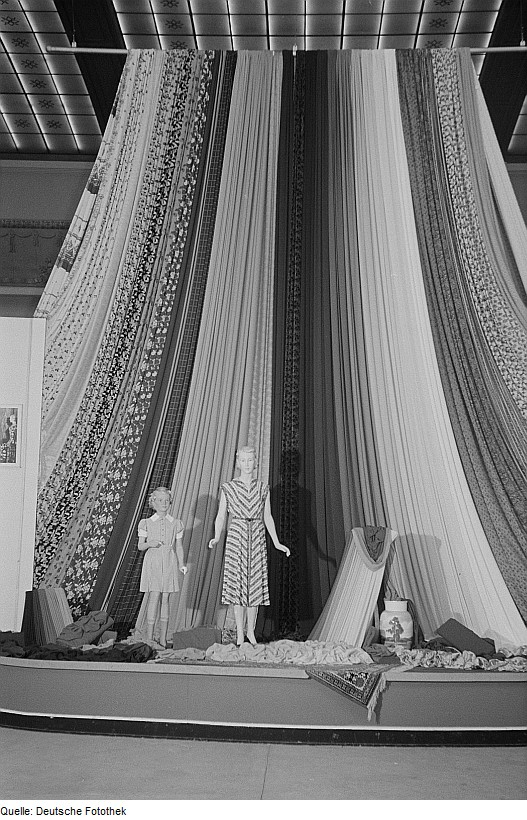
1954年的布料展

织物（英語：Textile），俗称布，是由纱線等帶有纖維的材料製成的一種织品。可以由棉纱纺成棉布，也可以由人造纤维製成，或者以混合棉纱与人造纤维製成混纺布。布是很多日用品和工业产品的原料，比如衣服、鞋、帽、产品包装、降落伞等等。在古代的中國及許多歐亞國家都有使用不同的植物或毛皮等原料製作成布料或衣物的文化。

## 歷史
相傳黃帝（约西元前2700年）正妃西陵氏嫘祖，教導人民如何養蠶嫘絲、織造絲綢來製作衣裳，也是中國古代服飾、上古文明科學、教育以及發明家的偉大始祖。考古在舊石器時代山頂洞人考古遺址發現了骨針，新石器時代發明了紡輪，使得治絲更為迅捷。之後，分別在西周（約西元前2200）出現了原始的紡織機，漢朝發明了緹花機，以及西漢時期長沙國丞相利蒼、妻子辛追、其子利狶，或兄弟三座墓葬馬王堆漢墓中馬王堆帛書、馬王堆一號漢墓，其出土文物現已全部移入湖南省博物館。中國歷代皆以布匹，作為朝貢與稅收來源之一，宋朝時期，更是擴大改良各種棉紗加工設備和棉紗織布機，大幅地提升了棉花加工技術。尤其是松江府烏泥涇（今上海華涇鎮），為棉聖黃道婆。她是宋末元初人，終其一生不斷研習和改革紡織技術，卓然成為宋末元初時的中國棉紡工業的先驅；把紡織技術廣泛傳播，成就了松江府紡織業的繁榮。與松江鄉親們所創制的棉紡工序，從元朝結束之後，仍在中國流傳已過了數百年。這幾百年來，黃道婆不僅影響元代中國的紡織業，她的技術還傳往整個亞洲、歐洲、北美洲、南美洲、非洲和澳大利亞的同行。明末清初之際，著名的明朝科學家宋應星，有感「士子埋首四書五經，飽食終日，卻不知糧米如何而來；身著絲衣，卻不解蠶絲如何飼育織造」，故不再應試。改以編撰《天工開物》，其著作與之等身，流傳來的分別為：《野義、談天、論氣、思憐詩》，亦將紡織術編入《天工開物》一書。

## 布種分類
- 織法
  - 平織
  - 針織
    - 經編
    - 緯編
- 纖維材質
  - 棉
  - 尼龍
  - 亞麻
  - 皮革
  - 純毛
  - 縲縈
  - 蠶絲
  - 亞克力
  - 假皮革
  - 竹炭纖維
  - 化紡纖維
  - 彈性纖維
  - 醋酸纖維
  - 聚酯纖維

## 編物組織
- 緯編
  - 基本組織
    - 平針（天竺平針，天竺的中文為汗布，天竺木棉的簡稱）
    - 針織布
    - 羅紋針（橡膠編織）
    - 雙反面針
- 經編
  -     - 網洞布
    - 拉舍爾
    - 彈性針織

## 織物組織
- 緯編
  - 基本
    - 平織（平纹）
    - 斜織（斜纹）
    - 緹花織（缎纹）

## 延伸阅读
[在维基数据编辑]